# De Ombudsman
De Ombudsman was een Nederlands televisieprogramma dat uitgezonden werd door de VARA. Het programma onderzocht klachten van burgers tegen de overheid en zocht naar oplossingen. De Ombudsman werd uitgezonden van 1969 tot 1983 en van 2010 tot 2012. In het programma werd aandacht besteed aan klachten tegen overheidsorganen, bedrijven en andere organisaties.

## Geschiedenis

### Het begin
Geïnspireerd door het fenomeen ombudsman in de Scandinavische landen kwam VARA-programmamaker Tom Pauka op het idee een televisieprogramma te maken waarin kijkers vragen konden stellen en onderwerpen konden aandragen die vervolgens in het programma behandeld werden. Aanvankelijk heette het programma Velen met mij, maar al snel werd de naam gewijzigd in De Ombudsman. De eerste aflevering was op 17 november 1969 te zien en werd gepresenteerd door Marcel van Dam.

### Exota-affaire
In 1971 kwam De Ombudsman in opspraak door een aflevering waarin ontploffende limonadeflessen te zien waren. In twee eerdere afleveringen was aandacht besteed aan spontaan ontploffende limonadeflessen. Van Dam riep de kijkers op om ervaringen daarmee bij hem te melden. Vele reacties hadden betrekking op het merk Exota. In de uitzending van 8 januari 1971 las Van Dam citaten uit enkele van de vele brieven voor. De citaten werden afgewisseld met beelden van een ontploffende limonadefles. Pas aan het einde van de aflevering vertelde Van Dam dat deze opnamen door TNO gemaakt waren. In de weken na de betreffende aflevering daalde de omzet van Exota sterk.
De directeur van het bedrijf dat Exota produceerde, S. van Tuijn, spande een kort geding tegen de VARA en Van Dam aan. Dit was het begin van een jarenlange juridische procedure. Op 9 februari 1971 oordeelde de president van de Amsterdamse rechtbank dat de betreffende uitzending onrechtmatig was. Van Dam mocht het merk Exota niet meer in verband brengen met ontploffende limonadeflessen. De VARA werd veroordeeld tot een rectificatie en het betalen van een nader vast te stellen schadevergoeding. Uiteindelijk stelde het Amsterdamse gerechtshof de schade op 12 december 1996 vast op 2,2 miljoen gulden plus rente. De Hoge Raad bevestigde deze uitspraak op 26 juni 1998. De VARA moest uiteindelijk 7.730.680,82 gulden betalen.

### Periode na Van Dam
In 1973 stopte Van Dam als ombudsman, omdat hij benoemd was tot staatssecretaris van Volkshuisvesting in het kabinet-Den Uyl. Zijn opvolger werd PvdA-partijsecretaris Hans Ouwerkerk. Een jaar na zijn aantreden protesteerde de redactie van De Ombudsman tegen zijn partijdigheid. Achttien van de eenentwintig redactieleden en de directeur van stichting De Ombudsman vonden dat het programma "een saai verlengstuk van de PvdA en haar regering" was geworden. Na bemiddeling van Bram Peper kon hij blijven. In 1975 koos Ouwerkerk er zelf voor om zijn contract niet te verlengen. Zijn opvolger werd Johan van Minnen.

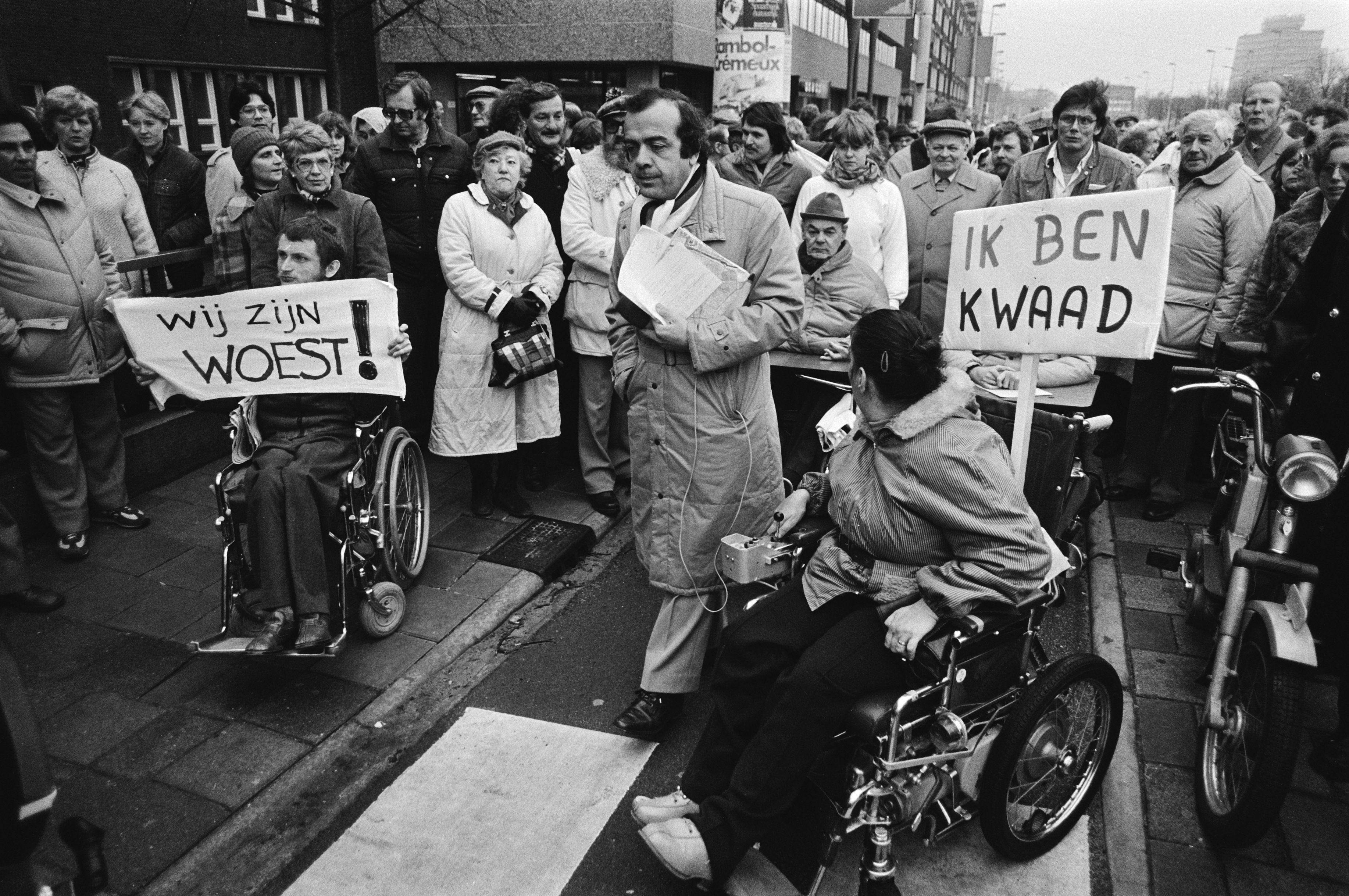
Ombudsman bij demonstratie in Rotterdam tegen hoge tarieven openbaar vervoer in 1983

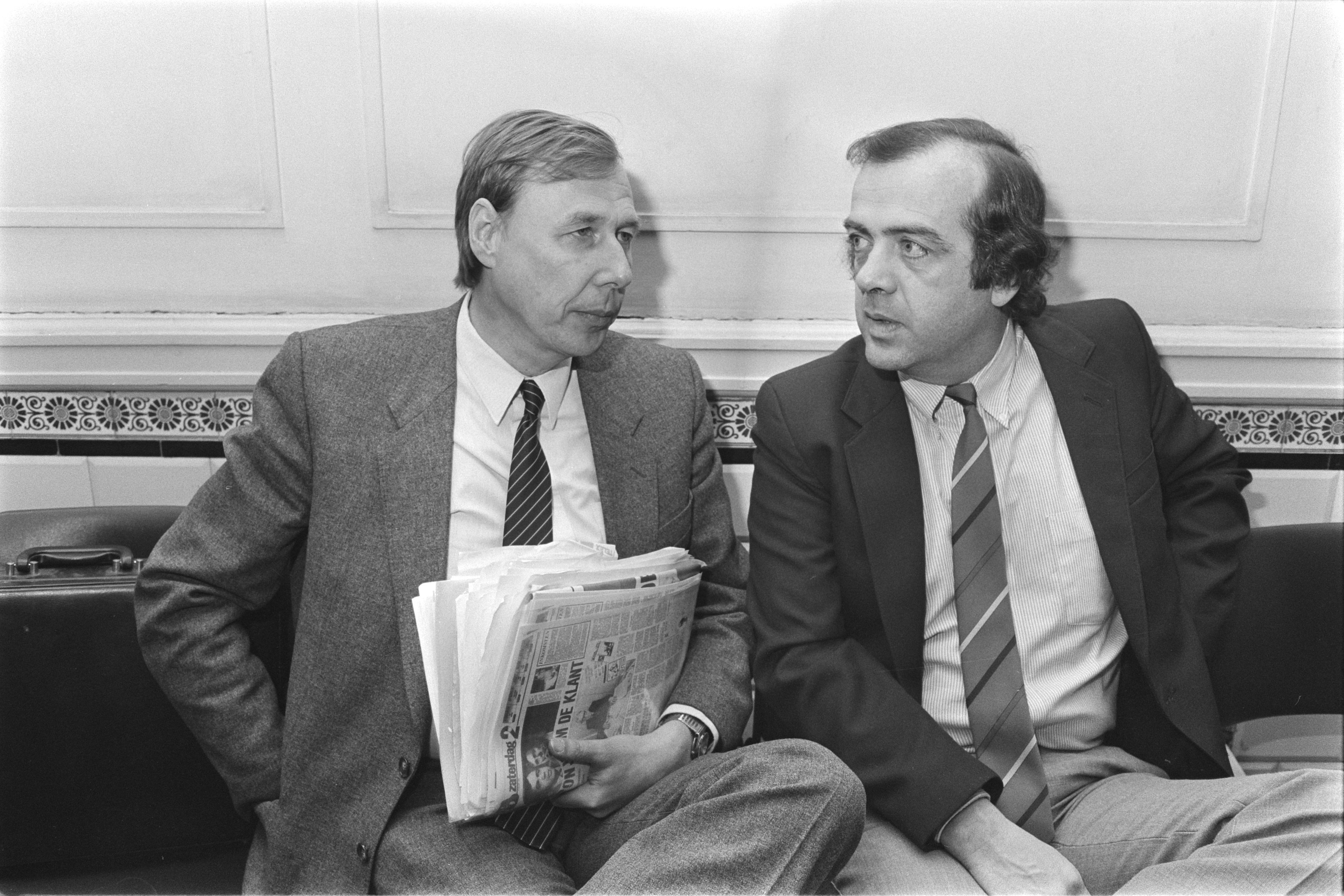
Kort geding consumentenbond tegen het programma met links directeur Westendorp en rechts Bom

Van Minnen werd in 1978 opgevolgd door Frits Bom. Het programma werd eens per veertien dagen uitgezonden en duurde een half uur. De andere week werd de consumentenrubriek Koning Klant uitgezonden. In tegenstelling tot Boms latere programma's was er geen publiek in de studio aanwezig. In de rubriek de Antwoordman gaf hij antwoord aan kijkers die vragen konden stellen in een filmpje dat steevast begon met Geachte Ombudsman en eindigde met Wat vindt u daar nu van, Ombudsman?. Verder verzorgde hij, naast de vaste verslaggevers Jan van Loenen en Michiel Praal, zelf reportages, ook in het buitenland. In het seizoen 1977-1978 sinds 7 oktober 1977 was het programma een onderdeel van VARA-Visie maar keerde na een jaar weer als zelfstandig programma onder eigen naam terug.
De laatste aflevering van De Ombudsman was op 13 augustus 1983. Het programma fuseerde met het VARA-programma Koning Klant tot Konsumentenman. De eerste aflevering van Konsumentenman was op 11 oktober 1983 te zien. Ook dit programma werd gepresenteerd door Frits Bom.

### Terugkeer in 2010
Op 8 januari 2010 keerde De Ombudsman na bijna 27 jaar voor twee jaar weer terug op televisie. Presentator en ombudsman was de politicoloog Pieter Hilhorst. In tegenstelling tot de periode 1969-1983 was er nu alleen aandacht voor klachten over de overheid. In het eerste seizoen (voorjaar 2010) werd in tien afleveringen ook op ludieke wijze aandacht besteed aan een bepaald onderwerp door het zogenoemde O-team. Het O-team bestond uit Jos Bakker en Soundos El Ahmadi. De Ombudsman was ook te vinden op Hyves, Facebook en Twitter. Het programma werd in zijn geheel op locatie opgenomen. Op 9 maart 2012 was de laatste uitzending.

## Stichting De Ombudsman
Omdat het aantal brieven dat De Ombudsman ontving groter was dan de redactie aankon, werd in 1972 Stichting De Ombudsman opgericht. Het doel van de stichting is het ondersteunen van mensen die niet voor zichzelf kunnen opkomen. De stichting kreeg hiervoor subsidie van de overheid. Voorwaarde was wel dat de stichting onafhankelijk werd van de VARA en ook samenwerkte met andere omroepen. Inmiddels ontvangt De Ombudsman geen subsidie meer.
Een aantal andere programma's waarmee de stichting samenwerkt of heeft samengewerkt zijn onder andere Hoe bestaat het, Kassa en Kanniewaarzijn (VARA), Ook dat nog! (KRO), TROS Radar, De Rijdende Rechter (NCRV), Groeten van MAX en een aantal andere programma's van Omroep MAX. Wegens wegvallende subsidies heeft de stichting in 2013 haar werkzaamheden beëindigd.

## Trivia
- In de periode dat Frits Bom De Ombudsman presenteerde (1978-1983) werd voor de beginmelodie een tekenfilmpje met huizen en straten gebruikt waarin de muziek van het nummer Hallelujah Europa van Jona Lewie te horen was.

## Lijst van televisie-ombudsmannen
| Periode   | Naam ombudsman   |
| --------- | ---------------- |
| 1969-1973 | Marcel van Dam   |
| 1973-1975 | Hans Ouwerkerk   |
| 1975-1977 | Johan van Minnen |
| 1978-1983 | Frits Bom        |
| 2010-2012 | Pieter Hilhorst  |